# تپه یوان
تپه یوان مربوط به دوره سلجوقیان - دوره ایلخانی است و در شهرستان کرمانشاه، بخش مرکز ی، دهستان میان دربند، حاشیه روستای یوان واقع شده و این اثر در تاریخ ۱۵ دی ۱۳۸۷ با شمارهٔ ثبت ۲۴۱۲۴ به‌عنوان یکی از آثار ملی ایران به ثبت رسیده است.